# 赫拉茲丹
赫拉茲丹（羅馬化：Hrazdan），是亞美尼亞科泰克州的城市及州府，在1959年建城，位于首都葉里溫东北45公里处。2011年人口数量为41,875人。

## 歷史
赫拉茲丹曾出土公元前2000至1000年的墳墓，在古代曾經是亞美尼亞王國艾拉拉特省的一部分。
赫拉茲丹是其中一個在蘇聯時期建立的城市，由多個離散的定居點結合而成。1959年，位於今天赫拉茲丹南部的阿赫塔村被歸類為城市居住區，其後又被重新命名為「赫拉茲丹」；1963年，亞美尼亞蘇維埃社會主義共和國最高蘇維埃決定把多條村落劃為赫拉茲丹的一部分。在蘇聯時期，不少居於其他地區的亞美尼亞人遷至赫拉茲丹定居，當地的人口一度超過60,000人；當時，赫拉茲丹是亞美尼亞蘇維埃社會主義共和國其中一個高度工業化的城鎮，設有發電站和工廠，城內一所水泥工廠更是高加索地區最大企業之一。

## 地理和氣候
赫拉茲丹位於亞美尼亞東北部，被帕姆巴克山脈、察赫庫尼揚茨山脈和格加馬山脈包圍；當地的年降雨量為715至730毫米。

## 文化
赫拉茲丹的文化設施包括2所博物館、8所圖書館、逾10所學校等，以及多所為兒童和青少年而設的音樂或體育學院；當地亦有三所在19世紀建成的教堂。